# Klep (blaasinstrument)

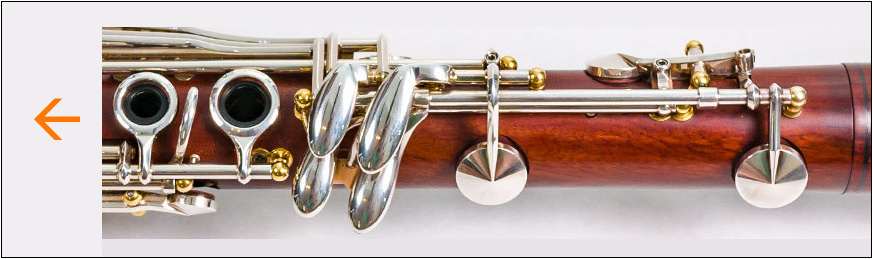
Detailopname van een bes klarinet: kleppen voor de pink van de rechterhand.

Een klep van een blaasinstrument (en in het bijzonder van houtblazers) is een aanvulling op de gaten waarmee het aantal mogelijk te spelen noten sterk wordt vergroot.

Een eenvoudig instrument als een sopraanblokfluit heeft alleen gaten. Een saxofoon heeft alleen kleppen. De kleppen worden met de vingers bediend. Het kan daarbij voorkomen, dat een vinger meerdere kleppen aanstuurt; bijvoorbeeld de linkerduim van de fagottist heeft er soms acht. Een klep bij een houtblazer heeft dezelfde werking als een ventiel bij koperblaasinstrumenten.
In vroeger tijden hadden de blaasinstrumenten nauwelijks kleppen, de saxofoons hebben altijd kleppen gehad, ze werden pas relatief laat gemaakt en ingevoerd. Om de zoveel millimeter werd de blaasbuis voorzien van gaten, die al dan niet geheel afgesloten werden door middel van het plaatsen van de vingers. Dat bleek uiteindelijk onvoldoende om de benodigde zuiverheid te krijgen of bij de grote (qua lengte) het volledige register toegankelijk te maken. In aanvulling op de gaten werden voor het aanmaken van sommige tonen kleppen gemonteerd op het muziekinstrument, waarbij de zuiverheid en het bereik dus toenam. Componisten schreven daarop echter weer muziek, waarbij het kleppenwerk weer onvoldoende was. Deze situatie herhaalde zich tot ongeveer het begin van de 20e eeuw toen een zekere standaardisering tot stand kwam. De kleppen werden ook gemonteerd om sommige melodieën mogelijk te maken, omdat in de oorspronkelijke situatie een te moeilijke combinatie van handgrepen (hulpgrepen) zou ontstaan.
De kleppen zijn bijna allemaal van metaal, die gaten moeten sluiten van ander metaal (denk aan dwarsfluit, saxofoon) of hout (denk aan klarinet, fagot). Om die gaten geheel te kunnen afsluiten zijn de kleppen aan de kant van het instrument voorzien van zogenaamde polsters. Aangezien het geheel mechanisch is en regelmatig vochtig wordt, moet om de zoveel tijd het polster- dan wel kleppenwerk nagekeken of vervangen worden.
De uitvinders van de stand van de kleppen werden soms merknamen; zo is er de Böhm-klarinet; waarvan de kleppen conform een ontwerp van Theobald Böhm geplaatst zijn. Bij de duurdere en specialistische muziekinstrumenten wordt de stand en vorm van de kleppen aangepast aan de stand van de hand en vingers van de musicus, datzelfde geldt overigens ook voor de gaten op zich.
Naast onderhoud aan het kleppenwerk sec moeten ook de scharnieren waarop de kleppen soms gemonteerd zijn of de veren regelmatig geolied dan wel vervangen worden, anders hoort men bij muziekopnamen het kleppenwerk meer ratelen dan de muziek. In de 20e eeuw en later schreven componisten daar weer muziek voor. In het werk van bijvoorbeeld Salvatore Sciarrino wordt het instrument niet aangeblazen, maar hoort men alleen het geluid van de open- en dichtslaande kleppen. 